# Bouvigny-Boyeffles
Bouvigny-Boyeffles ist eine französische Gemeinde mit 2.385 Einwohnern (Stand: 1. Januar 2022) im Département Pas-de-Calais in der Region Hauts-de-France. Sie gehört zum Arrondissement Lens, zum Gemeindeverband Lens-Liévin und zum Kanton Bully-les-Mines. Die Einwohner werden Bouvéniens genannt.

## Geographie
Die Gemeinde Bouvigny-Boyeffles liegt im Westen des Nordfranzösischen Kohlerevier, zwölf Kilometer südlich von Béthune und etwa 13 Kilometer westlich von Lens in der Landschaft Gohelle. Hier entspringt das Flüsschen Surgeon, das zum Canal d’Aire entwässert. Nachbargemeinden von Bouvigny-Boyeffles sind Sains-en-Gohelle im Norden, Aix-Noulette im Osten, Ablain-Saint-Nazaire im Südosten, Gouy-Servins im Süden, Servins im Südwesten und Westen sowie Hersin-Coupigny im Westen und Nordwesten. Durch den Norden der Gemeinde führt die „Rocade Minière“ genannte autobahnartig ausgebaute Fernstraße D 301.

## Geschichte
Reste eines Neanderthalers konnten in der Gemeinde nachgewiesen werden. Siedlungsstrukturen liegen auch für die gallorömische Zeit vor.
Ende des 19. und Anfang des 20. Jahrhunderts wurde in der Gemeinde Steinkohle abgebaut. Reste von Abraumhalden erinnern in der Gemeinde an diese Zeit.

### Bevölkerungsentwicklung
| Jahr                       | 1962 | 1968 | 1975 | 1982 | 1990 | 1999 | 2006 | 2012 | 2022 |
| -------------------------- | ---- | ---- | ---- | ---- | ---- | ---- | ---- | ---- | ---- |
| Einwohner                  | 1985 | 1927 | 2049 | 2216 | 2317 | 2439 | 2450 | 2447 | 2385 |
| Quellen: Cassini und INSEE |      |      |      |      |      |      |      |      |      |

## Sehenswürdigkeiten
- Kirche Saint-Martin, um 1820 errichtet, Glockenturm aus dem 15. Jahrhundert
- Pfarrhaus, 1772 erbaut
- Schloss Boyeffles aus dem 18. Jahrhundert
- Brauereien und Mälzereien von Boyeffles und Souplet, in der zweiten Hälfte des 19. Jahrhunderts eingerichtet

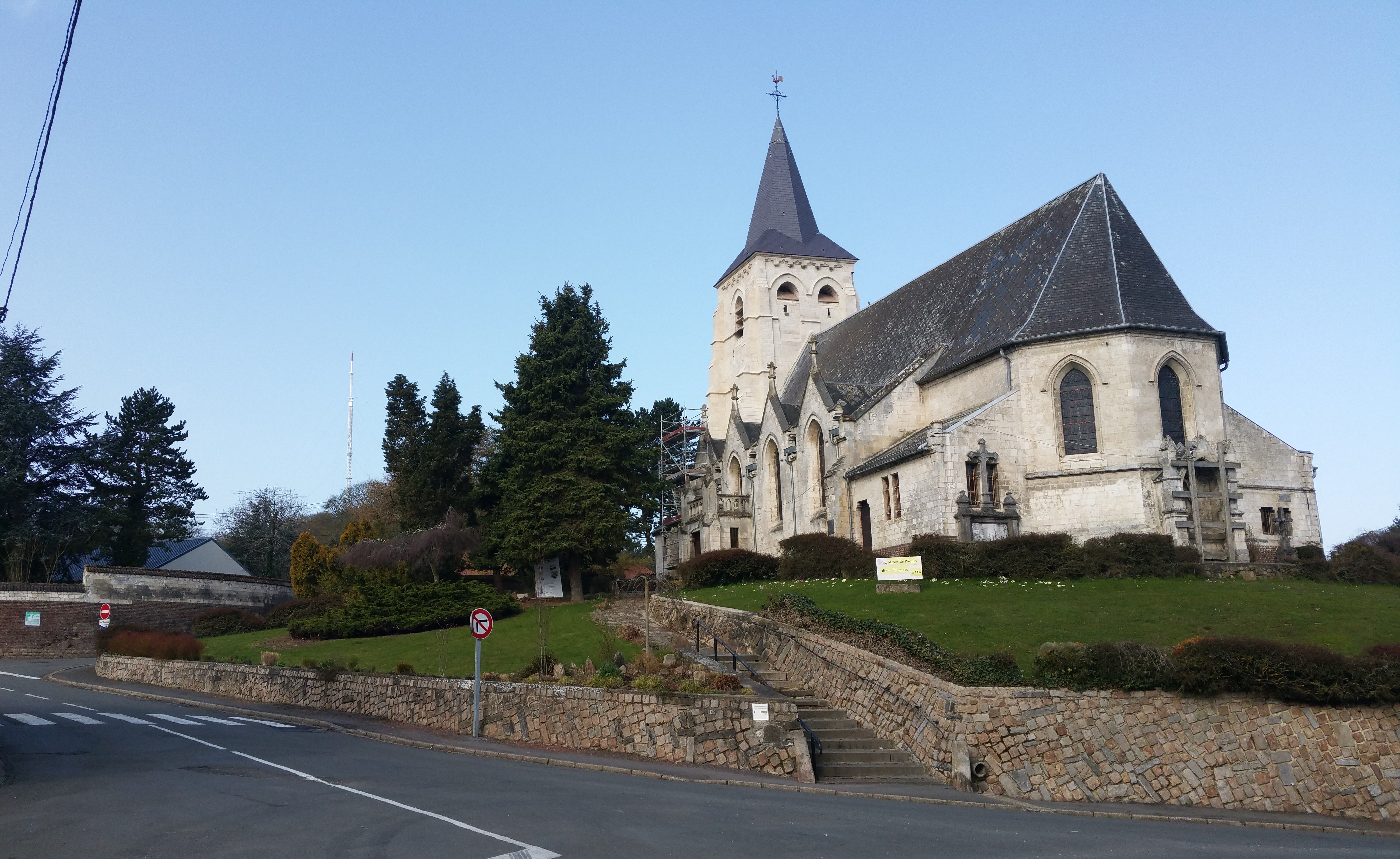
Kirche Saint-Martin
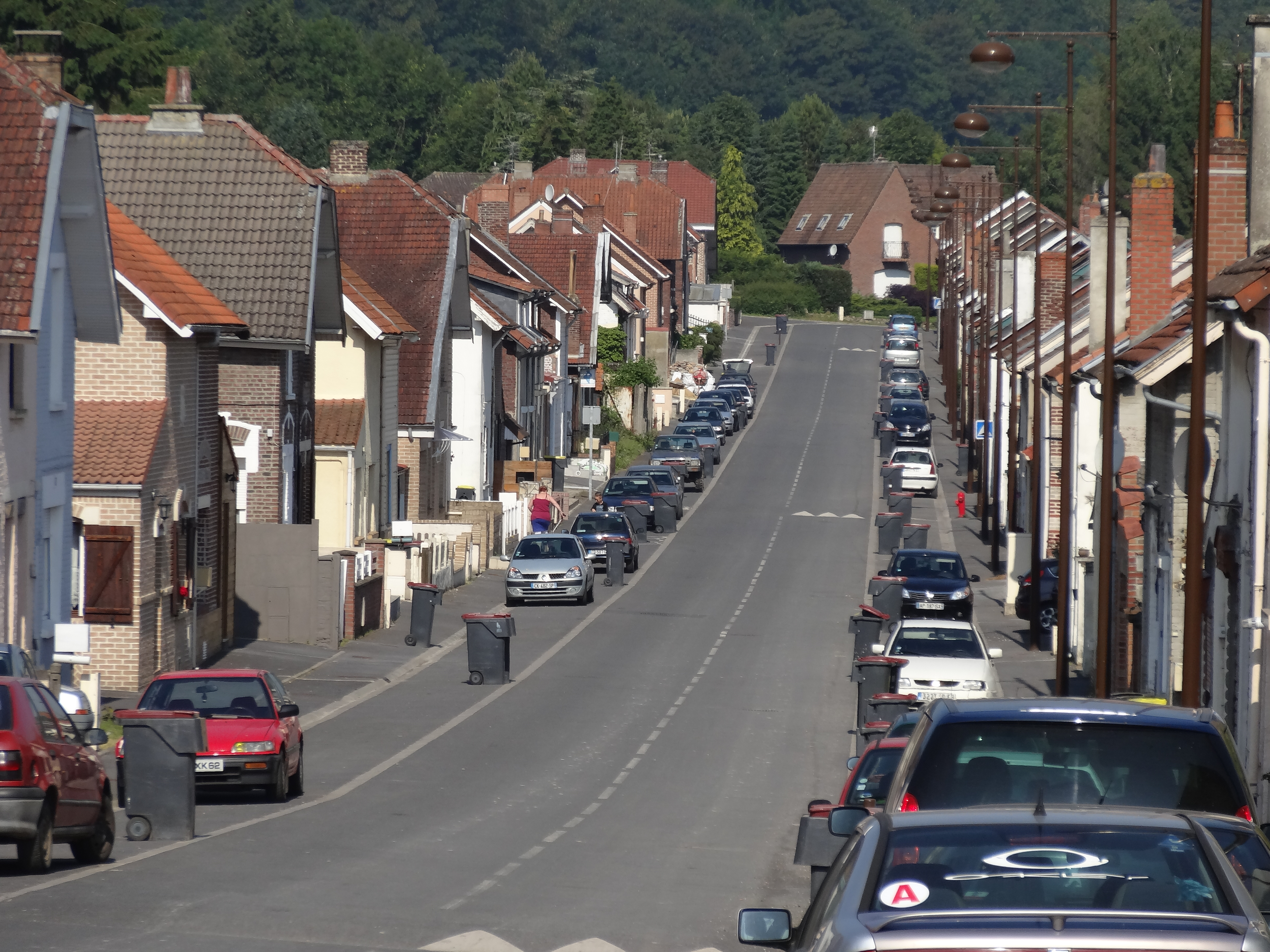
Straßenzeile mit ehemaligen Bergarbeiterhäusern
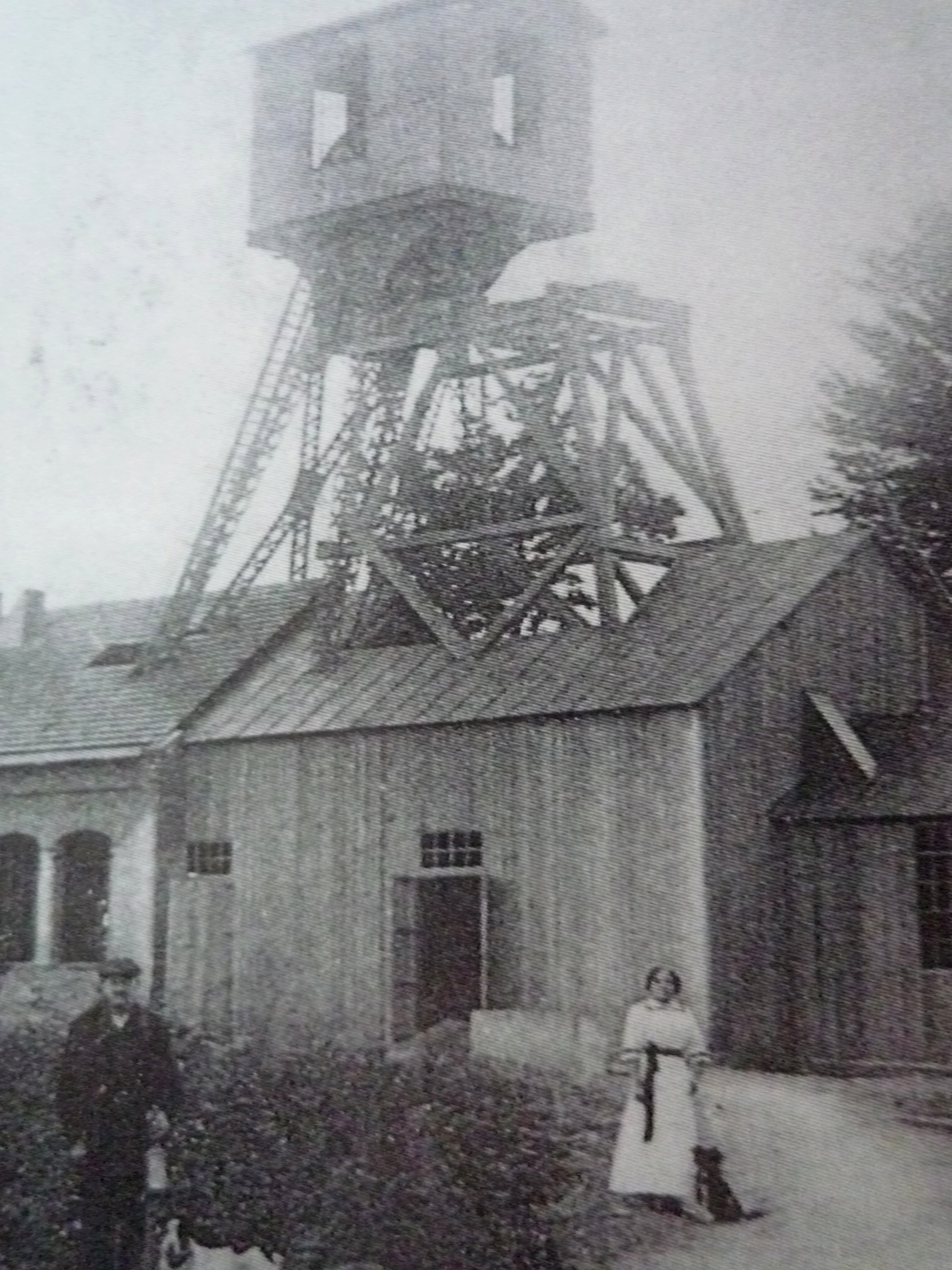
Verschluss der ehemaligen Zeche Nr. „10 bis“
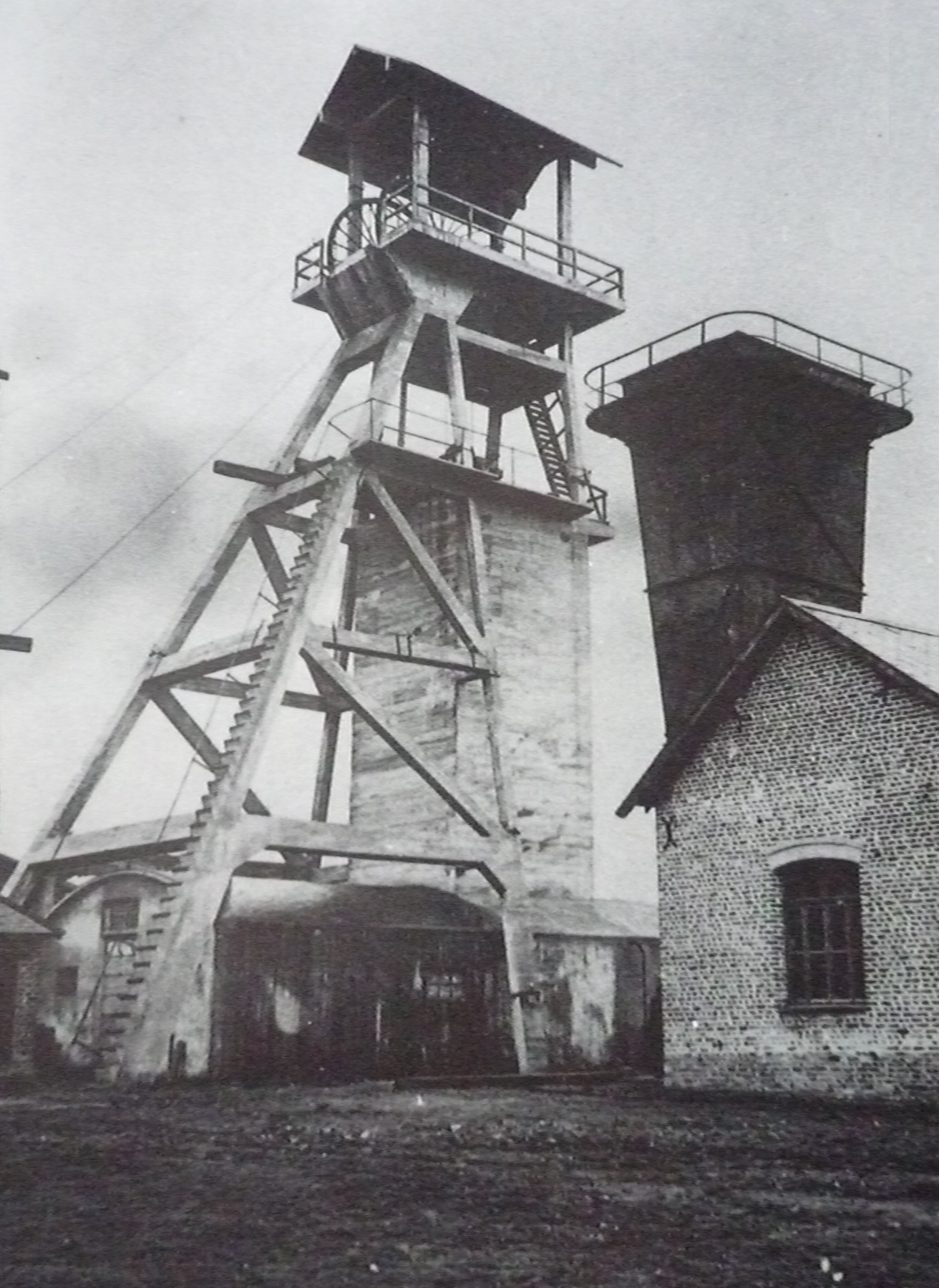
Förderturm der ehemaligen Zeche „1 - 1 bis“
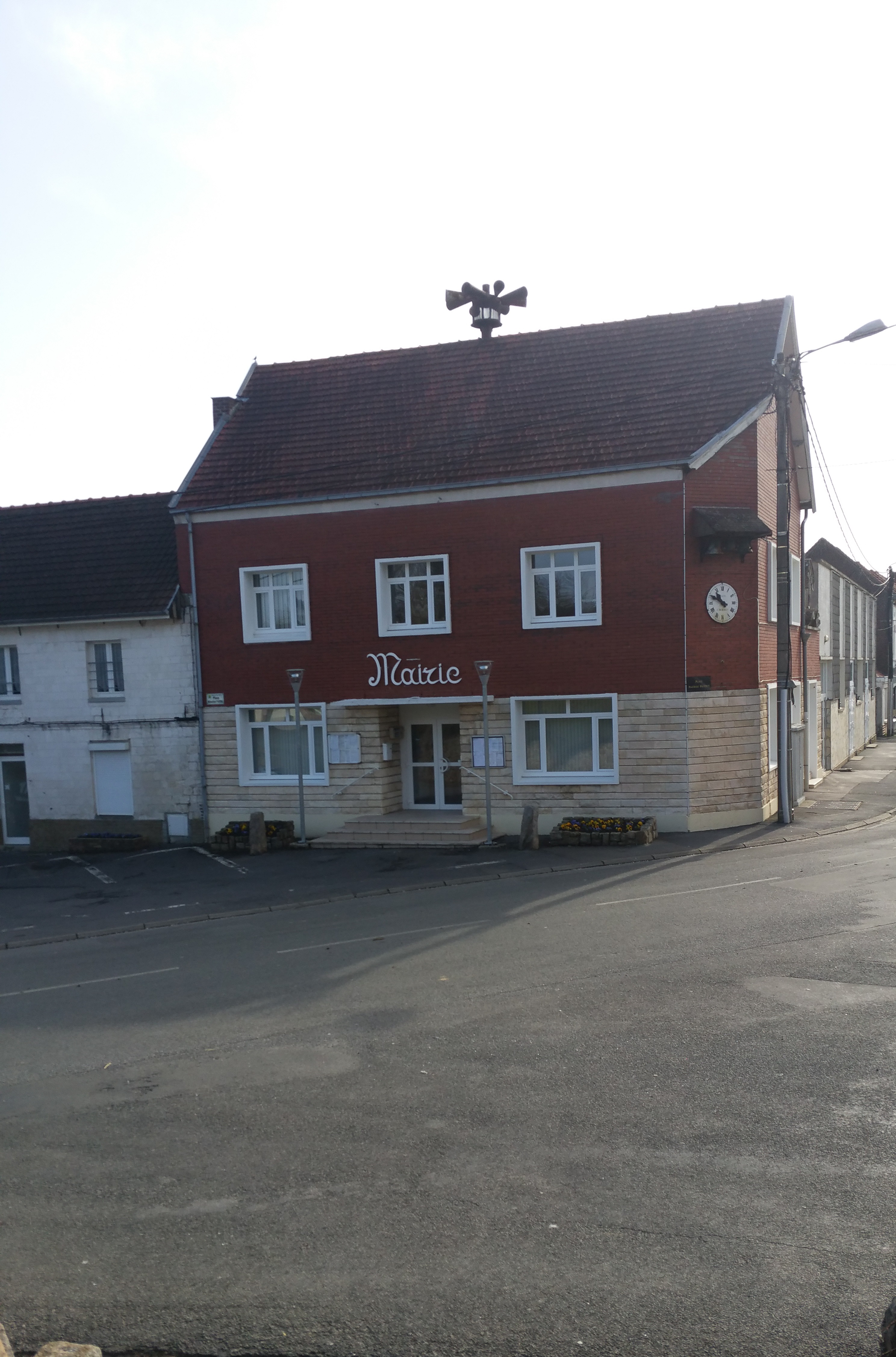
Mairie
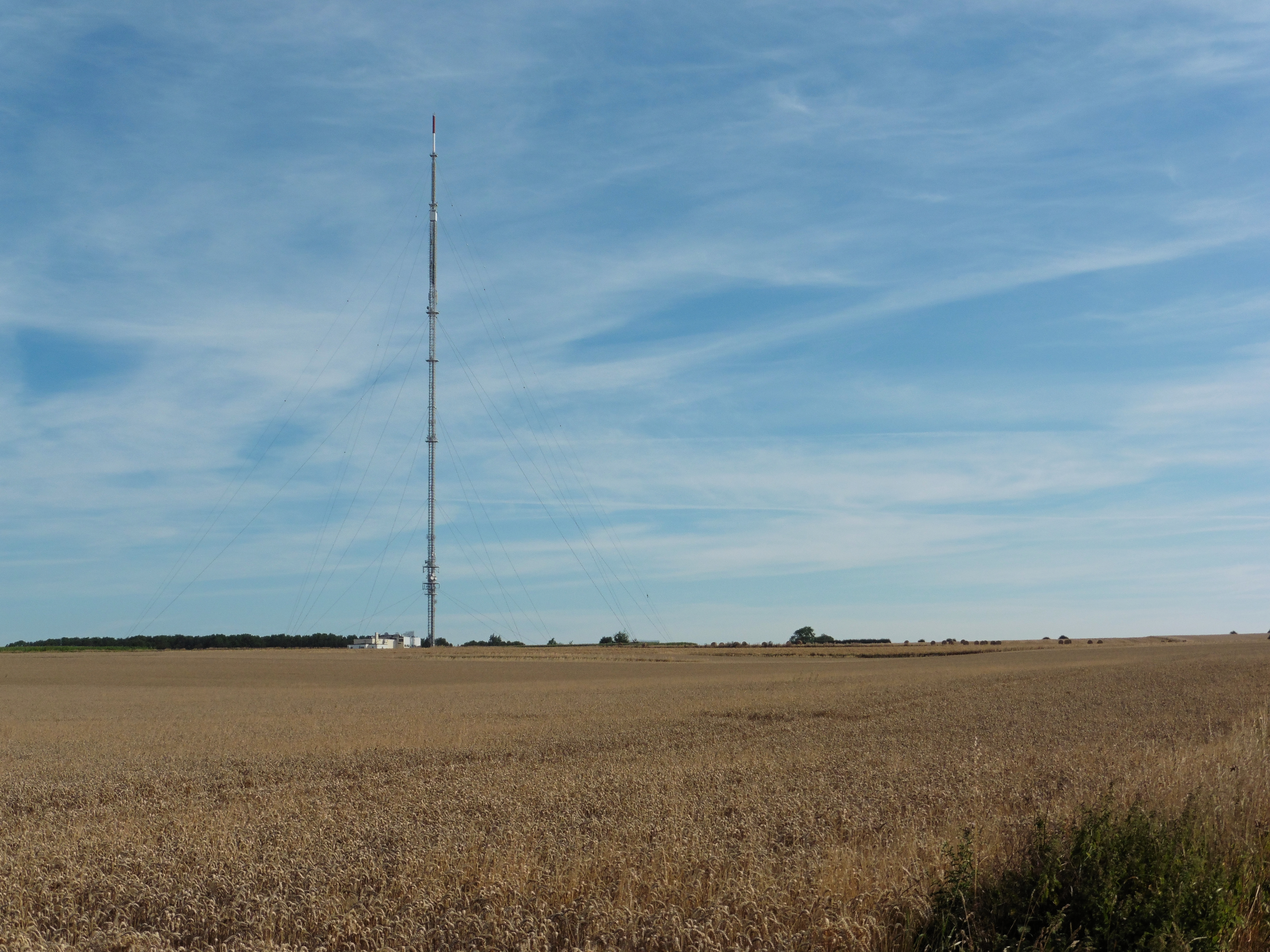
Funkmast